# Acanthastrea ishigakiensis
Acanthastrea ishigakiensis là một loài san hô trong họ Mussidae. Loài này được Veron mô tả khoa học năm 1990.